# Йирку, Андрея
Андреа Йирку (чеш. Andrea Jirků; род. 14 ноября 1989) — чешская конькобежка и велогонщица. Участница чемпионатов мира и Европы 2007-2009 годов, серебряный призёр чемпионата Чехии в классическом многоборье.

## Биография
Андреа Йирку маленькой девочкой занималась гимнастикой, но потом ей подарили ролики на день рождения и через короткое время она познакомилась с тренером Петром Новаком, после чего решила заняться конькобежным спортом в возрасте 10 лет. Сначала её тренировки оплачивал отец, но с переездом в пражский армейский спортивный клуб "Дукла" и ростом успеха чешского конькобежного спорта условия улучшились.
В 2000 году стала участвовать в своих первых соревнованиях, а в 2001 году выиграла молодёжный чемпионат Чехии как в классическом многоборье, так и в спринте. В 2004 году она стала чемпионкой Чехии среди юниоров в многоборье. В сезоне 2005/06 дебютировала на Кубке мира и на чемпионате мира среди юниоров. Летом 2009 года Йирку вместе с Мартиной Сабликовой окончили спортивную среднюю школу в Нове-Место-на-Мораве.
В 2007 году на дебютном чемпионате Европы в Коллальбо заняла 12-е место в сумме многоборья. В феврале на чемпионате мира в классическом многоборье в Херенвене заняла 23-е место, после чего в марте участвовала на чемпионате мира на отдельных дистанциях в Солт-Лейк-Сити стала 11-й в забеге на 5000 м и 15-й на 3000 м. 
Также она заняла в многоборье 9-е место на юниорском чемпионате мира в Инсбруке, при этом на дистанции 3000 м заняла 1-е местои установила мировой рекорд среди юниоров. Через год на чемпионате Европы в Коломне стала 22-й в сумме многоборья. В сезоне 2008/09 Андреа завоевала серебряную медаль чемпионата Чехии в многоборье и заняла 1-е место в забеге на 3000 м на этапе юниорского Кубка мира в Коллальбо. 
В феврале 2009 года на взрослом этапе Кубка мира в Эрфурте вместе с Мартиной Сабликовой и Каролиной Ербановой выиграла золотую медаль в командной гонке в общем зачёте с новым Национальным рекордом 3:05,32 сек. На чемпионате мира в Ричмонде заняла лучшее 7-е место в командной гонке. В ноябре 2009 года Андреа получила тяжёлую травму колена и пропустила олимпиаду 2010 года в Ванкувере. В 2010 году, после прохождения реабилитации она решила завершить карьеру конькобежца и начала заниматься изучением языков.

## Велоспорт
Андреа также участвовала на национальных чемпионатах Чехии в соревнованиях по шоссейному велоспорту и заняла в индивидуальной гонке лучшее 4-е место в 2008 году в однодневной гонке. В парной гонке вместе с Мартиной Сабликовой выиграли бронзовую медаль чемпионата Чехии.